# Сингара
Сингара (грец. τὰ Σίγγαρα) — добре укріплена фортеця в північній Месопотамії, що використовувалась Римською імперією та  Візантією як форпост проти Сасанідської імперії. У Сингарі розташовувалася база I Парфянського легіону. Її положення визначається древніми авторами неоднозначно. Стефан Візантійський вказував на її положення в Аравії неподалік Едеси, а Птолемей поміщав її на береги Тигру. В даний час визнано, що місто, і розташована поруч з ним гірська гряда, названа Птолемеєм ὸ Σίγγαρας ὄρος, відповідають сучасній місцевості Синджар і однойменному місту в Іраці на захід від Мосула.
Вперше фортеця була захоплена Римом під час східного походу Траяна, коли полководець Лусій Квієт захопив її без бою взимку 114 року. Місто було залишене римлянами, що покинули Месопотамію в 117 році, і знову захоплене Септимієм Севером в 197 році. У цей період Сингара стає римською колонією, про що свідчать монети, викарбувані за царювання Гордіана III. Протягом III століття Сингара залишалася найсхіднішим форпостом Римської імперії. Там відбулася знаменита нічна битва під Сингарою в 344 році. Інша битва відбулася під стінами цього міста при Констанції II. Місто було захоплене Шапуром II і зруйноване вщент в 360 році, після чого місто на два століття зникає з історичних хронік. Відомо, що імператор Маврикій на нетривалий час відновив візантійський контроль над містом, проте вже при Фоці перси повернули місто собі, а через нетривалий час Сингару захопили араби.